# Božena Begović
Božena Begović (Split, 18. ožujka 1901. – Zagreb, 10. lipnja 1966.) hrvatska glumica, 
kazališna djelatnica, književnica, prevoditeljica. 

## Životopis
Kći je književnika Milana Begovića i pijanistice Paule Begović, rođ. Goršetić. Osnovnu školu i gimnaziju završila u Hamburgu. Akademiju za glazbu i scensku umjetnost pohađala u 
Beču, gdje je počela glumačku karijeru i potom nastupala u Steyeru, Dubrovniku i Zagrebu. Bila je redateljica i glumica u dubrovačkoj kazališnoj družini (1924-1926.), prva spikerica Radio-Zagreba (1926.). Od početka emitiranja je, uz spikerski posao, nastupala i kao glumica, recitirala poeziju, čitala ulomke iz romana i drugih proznih djela te uređivala i vodila prve emisije za djecu. Bila je prva žena na poziciji direktorice drame u HNK-u (1945/46) i dramaturginja; prva direktorica Pionirskog kazališta u Zagrebu (današnji ZeKaEm); prva predsjednica Društva hrvatskih književnica (1938. – 1941) i suurednica Almanaha Društva hrvatskih književnica (1938, 1939). Prvih desetak godina pisala je na njemačkom, potom objavljuje dvojezično, da bi u zrelijoj dobi prevagnuo hrvatski jezik. Opus na njemačkom jeziku sačuvan u Slavističkom institutu u Grazu. 1923. započinje izdavanje pjesama na hrvatskom jeziku u književnim časopisima: Dom i svijet, Vijenac, Hrvatska revija, Savremenik, Almanah Društva hrvatskih književnica, kao i ženskom glasilu Hrvatski ženski list. Prevodila je na njemački, esperanto, češki i francuski jezik Držića, Krkleca, Matkovića, Parun, Slavičeka, Feldmana. Posebno zaslužna za prijevod glavnine Krležinih djela na njemački jezik.
S francuskog i njemačkog jezika prevodila Rilkea, Zweiga, Paulu Preradović, Balzaca, Maupassanta, Musila, Stendhala, Anouilha, Kleista, de Saint-Exuperyja. 
Na kući u Jurjevskoj ulici 19 u Zagrebu, u kojoj je stanovala s partnericom Joelle Vuković od 1935. do smrti, nalazi se spomen-ploča koju je njoj u čast postavilo Društvo hrvatskih književnika.

## Djela na njemačkom jeziku
- U mijeni vremena, 1917. – 1921.
- Najdublji život, 1918. – 1922.
- Romance ljubavi, 1918. – 1922.
- Likovi, 1919.
- O Bogu, 1920. – 1921.
- Drugima, 1922.
- Male skice u prozi
- Iznad naših snaga
- Toller
- Smrt Ahila, oko 1920.

## Djela na hrvatskom jeziku
- Između jučer i sutra (drama). 1935.
- Lampioni (drama). 1937.
- O životu. Zagreb, 1939.
- Drug za druga. Zagreb, 1951.
- Stih - Proza - Teatar. Zagreb, 1974.
- O boli i o razumu. Zagreb, 2008.

## Vanjske poveznice
- Radio-Zagreb godinama o politici nije smio pisnuti